# David Zdrilić
David Allen Zdrilić (Sydney, 13 aprile 1974) è un ex calciatore australiano, di ruolo attaccante, tecnico del Perth Glory.

## Palmarès

### Giocatore

#### Competizioni nazionali
- Campionato australiano: 1

Sydney FC: 2005-2006

#### Competizioni internazionali
- OFC Champions League: 1

Sydney FC: 2005

### Nazionale
- Coppa d'Oceania: 2

2000, 2004

### Individuale
- Capocannoniere della OFC Champions League: 1

2005 (9 gol)